# نسیتاجت‌اخت
نِسیتاجَت‌اَخت (انگلیسی: Nesitaudjatakhet؛ زادهٔ) ملکه همسر مصر باستان در دوران حکومت دودمان بیست و دوم مصر بود. وی همسر فرعون شیشونق دوم و مادر شاهزاده «اوسورکون دی» بود. نام او و پسرش هر دو در «پاپیروس دنون» ذکر شده که امروزه در سنت پترزبورگ نگهداری می‌شود.